# Man vs. Food
Man vs. Food (Man v. Food) è stato un reality show televisivo statunitense che va in onda negli Stati Uniti dal 3 dicembre 2008 al 28 novembre 2022 sull'emittente Travel Channel. Il programma è stato condotto dall'attore e presentatore Adam Richman nelle prime quattro stagioni. Dalla quinta stagione il programma è stato presentato da Casey Webb, appassionato di cucina ed esperto ristoratore.
In Italia il programma è andato in onda dal 2012 sulla rete del digitale terrestre DMAX e sulla rete satellitare Nat Geo Adventure, e dal 26 marzo 2014 anche sul canale Fine Living, il cui proprietario, Scripps Network, è il produttore della serie. Nel 2018 è andato in onda anche sul nuovo canale Food Network. Di esso, esistono due differenti doppiaggi in italiano: nella versione di DMAX Richman è doppiato da Oreste Baldini mentre nella versione di Fine Living e Food Network è doppiato da Fabrizio Russotto.

## Format
In ogni puntata, il presentatore Adam Richman si reca in una località degli Stati Uniti per assaggiare i piatti tipici e per provare a vincere una sfida lanciata da un ristorante locale. Richman si presenta nella sigla della serie con la frase: "Non sono un mangiatore professionista, ma un ragazzo normale con un appetito anormale". Il presentatore interagisce con i ristoratori mentre mostrano la creazione di una specialità della casa o un elemento della cucina locale. Fornisce una breve panoramica sulla comunità locale parlando con i clienti dei ristoranti e ordinando i piatti più richiesti. Lo spettacolo enfatizza la qualità e la quantità delle pietanze.
Le sfide finali consistono nel mangiare piatti salati o dolci di dimensioni esagerate, o piatti estremamente piccanti e conditi. Il vincitore delle sfide ottiene come premio una maglietta e la foto da esporre in una bacheca nel ristorante. Ogni puntata si conclude con una finta conferenza stampa in cui Richman commenta la sfida finale come se fosse un evento sportivo appena concluso e come se avesse appena vinto, o in alcuni casi perso, un grande premio.

## Il presentatore

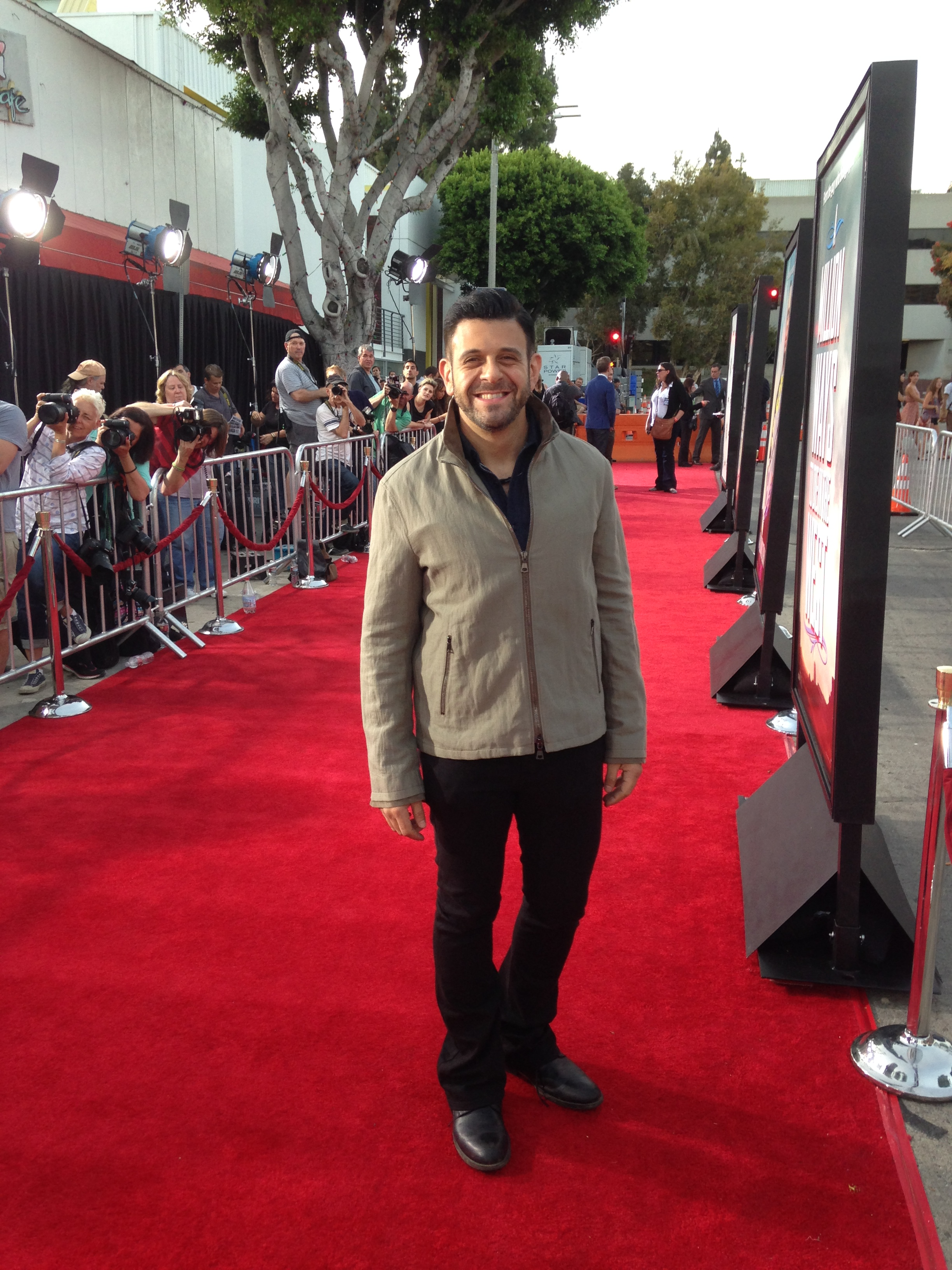
Adam Richman

Il presentatore Adam Richman, che si definisce "un fanatico del cibo autodidatta", dal 1995 conserva un diario di viaggio in cui annota tutti i ristoranti che ha visitato e quello che ha imparato mangiando.
Per mantenersi in forma, fa degli esercizi due volte al giorno mentre viaggia di città in città. Quando deve affrontare una sfida, non mangia dal giorno prima e cerca di idratarsi molto, bevendo molta acqua, ma rinunciando a caffè e bevande gassate. Dopo aver completato una sfida, spende un'ora del suo tempo sul tapis roulant. Al Las Vegas Review-Journal ha dichiarato: «Essere sedentario è incredibilmente scomodo!... I primi 10-15 minuti sul tapis roulant faccio schifo, lo faccio solo per alleviare la pressione e sentirmi meglio».
Nel corso della serie, il suo record personale è stato di 37 vittorie e 22 sconfitte nelle sue sfide alimentari. In combinazione con gli eventi a squadre della quarta stagione, il record complessivo è di 48 vittorie per "Man" e 38 vittorie per "Food".
Richman fece un tentativo di vincere un Guinness World Record quando lui e un gruppo di 40 mangiatori regionali tentarono di finire in due ore un hamburger da 190 libbre (86,2 kg)  in qual caso il cibo vinse la battaglia con circa 30 libbre (13,6 kg) rimaste dell'hamburger.

## Episodi
Lo show è composto da quattro stagioni, di cui tre fanno parte di Man vs. Food, mentre la quarta è considerata una serie a parte ed è chiamata Man vs. Food Nation. In tutto sono state prodotte 175 puntate. Inoltre, DMAX propone anche Man vs. Food: cronache carnivore, dove Richman, nel suo studio, ripercorre i momenti più interessanti delle sue sfide contro del cibo che tra gli ingredienti comprende la carne. 
| Stagione | N° puntate | Prima TV USA | Prima TV Italia |
| -------- | ---------- | ------------ | --------------- |
| 1        | 18         | 2008-2009    | 2012            |
| 2        | 20         | 2009         | 2012            |
| 3        | 20         | 2010         | 2013            |
| 4        | 27         | 2011-2012    | 2013            |
| 5        | 10         | 2017         | 2018            |
| 6        | 14         | 2017-2018    |                 |
| 7        | 14         | 2018         |                 |
| 8        | 32         | 2019-2020    |                 |
| 9        | 10         | 2021-2022    |                 |
| 10       | 10         | 2022         |                 |